# 威廉·海斯科斯·利華
威廉·海斯科斯·利華，第1代利華休姆子爵（英語：William Hesketh Lever, 1st Viscount Leverhulme；1851年9月19日—1925年5月7日），英國企業家、慈善家和政治家。
在隨之而來的學習生涯與一連串的家族事業會議後，他成功地擴展了家族企業，他開始製造日光香皂，並逐步建立起一個包含麗仕和衛寶（英語：Lifebuoy）等知名品牌的商業帝國。1886年，他和他的兄弟詹姆士·利華一起建立了利華兄弟公司，是最早使用植物油製造香皂的公司之一，是目前跨國公司聯合利華的一部分。在政治方面，威廉·利華曾作為威勒爾的自由黨議員，後來成英國上議院議員。他是大英帝國擴張主義的倡導者，特別是在非洲和亞洲，這些產地供應的棕櫚油，是利華產品的重要原物料。
威廉·利華在1893年購買埃德蒙·布萊爾·雷頓的一幅畫作後，啟發了他對藝術品的興趣，之後威廉·利華開始收藏藝術品。
威廉·利華在肥皂行業的競爭對手A＆F Pears通過購買約翰·艾佛雷特·米萊的“Bubbles”等畫作，率先將藝術用於其產品的行銷推廣上。 威廉·利華採用類似的方式購買畫作做為回擊，後來他又買了威廉·鮑威爾·弗里思的“The New Frock”用來推廣日光香皂品牌。 
1922年，他在柴郡的日照港（英語：sunlight port）成立了利弗夫人美術館，以紀念他已故的妻子伊麗莎白。

## 傳記
威廉·利華於1851年9月19日出生於英國蘭開夏郡博爾頓的伍德街16號。他是雜貨商詹姆斯·利華（1809年—1897年）和棉紡廠經理的女兒伊麗莎·赫斯克斯所生的長子，家中排行第七個。從六歲到九歲，威廉進入了一所由Misses Aspinwall開辦的小型私立學校，位於伍德街離利華家不遠的一間房子裡。 9歲時，他被送往博爾頓的另一所私立學校，然後在1864年至1867年在博爾頓教會學院完成正規教育。雖然不是一個特別聰明的學生，但他仍熱衷於學科學習。他的母親希望他進入所學的職業，表面上是醫學，但威廉本人對成為一名建築師非常感興趣。然而，他的父親對他的長子有其他，不那麼博學的計劃，因此，在他十五歲生日後不久，他就開始從事家庭雜貨業務。那時，利華家族已經從伍德街搬到了毗鄰雜貨店的大房子。以維多利亞時代的方式，老闆的兒子最初至少沒有得到優厚待遇，他被要求在工作人員到達之前完成打掃及整理的工作。其他工作包括各種實際指派的任務，很多與批發雜貨貿易的基本原理有關，幾乎可以肯定的是為了讓這個青年人為未來的管理工作做好準備。他的報酬是「一周一先令，其它概括」，這意味著他的食宿被提供，從契約的財務觀點來說，賺取多或少的零用錢。
在某個階段，威廉被轉到了行政部門，在那裡他學習並隨後重組了公司的會計和簿記系統。也許為了擺脫父親嚴密監督，他最後請求頂替退休的銷售代表; 在那些日子裡，作為一個「代表」意味著大量的騎馬和馬車旅行，離家在外過夜。在途中，他為了與精明的零售商做好交易，而思量中立又具彈性的決策。
利華家族是基督教新教公理宗信徒，而父親詹姆斯·利華是一個禁煙、禁酒的人，他在商業和個人生活中都堅守其原則。根據新教徒的規範，利華家族在家中經常閱讀聖經，經常到當地教堂的做禮拜。因此，威廉的朋友圈往往也具有相似背景和信仰的孩子，其中包括伊莉莎白·艾倫·休姆（英語：Elizabeth Ellen Hulme；1850年12月—1913年7月24日），她與家人也居住在伍德街。在十九世紀傳統富裕的中產階級中，多年來威廉吸引伊麗莎白注意，當他經濟條件允許時便向她求婚。1874年4月17日，經過訂婚兩年後，他們在博爾頓聖喬治路上的聖安德魯聖喬治教堂（英語：Church of St Andrew and St George；當時的公理宗，今改革宗）結婚。
1879年，利華家族企業在維岡(英語：Wigan)收購了一家倒閉的批發雜貨店，為年輕的利華提供了證明自己作為準自治管理員能力的機會。 為了擴展公司活動需要尋找新的供應商，將威廉帶到愛爾蘭，法國和歐洲其他地區，任命當地代理商以保護公司的利益。 在這個時候，他成功地將利華品牌與仿製商品區隔開來，他的廣告和品牌風格開始浮現。 到1879年底，該公司的前景足以說服威廉和伊麗莎白在博爾頓投資一個新家，到1881年，不斷擴大的維岡業務需要投入新的辦公場所; 利華和公司正在逐步地穩定擴張。

### 共濟會
1902年，利華參加了共濟會，並成立第一家以他的名字命名的會所（在日光港威廉·海斯科斯·利華2916號會所）。1907年，他成為尊榮會長（英語：Worshipful Master），並繼續創立許多會所並在國家層面設立各種辦公室。1907年，作為國會議員，他是鳳凰3236號會所（英語：Phoenix Lodge 3236）的創始人，並於1912年5月創立了聖希拉蕊3591號會所（英語：St. Hilary Lodge No. 3591）。他隨後成為前總會所代理督導長（英語：Past Pro-Grand Warden）和剛謝任會長（英語：Immediate Past Master）。1919年，他被任命為英格蘭馬克美生大師總會所（英語：Grand Lodge of Mark Master Masons）資深總督導長。他是柴郡省級大會所的省級資深督導長，並創辦了許多其他會所。

## 榮譽、尊稱

### 榮譽
- Lever Baronetcy（英语：Lever Baronets）, of Thornton Manor (1911)[16]
- Baron Leverhulme, of Bolton-le-Moors in the County Palatine of Lancaster (1917)[17]
- Viscount Leverhulme, of The Western Isles in the Counties of Inverness and Ross and Cromarty（英语：Ross and Cromarty） (1922)[18]
- High Sheriff of Lancashire, 1917

### 尊稱
- 威廉·利華先生 1851年–1911年
- 威廉·利華爵士, Bt 1911年–1917年
- 尊貴的利華休姆閣下 1917年–1922年
- 尊貴的利華休姆子爵 1922年–1925年

## 延伸閱讀
- Bergin, John Philip.  (PDF) (学位论文). University of Hull. 1999  [2018-09-01]. （原始内容存档 (PDF)于2021-02-01）.
- Halton, Maurice J,  (PDF),   [2018-09-01], （原始内容 (PDF)存档于2017-02-27）
- Hubbard, Edward; Shippobottom, Michael. . Liverpool University Press. 2005  [2018-09-01]. ISBN 978-0-85323-455-5. （原始内容存档于2022-04-07）.
- Lever, William Hulme. . Houghton Mifflin. 1927.
- Lewis, Brian. . Oxford University Press. 2008. ISBN 978-0-7190-7804-0.
- Marchal, Jules. . Verso. 2008  [2018-09-01]. ISBN 978-1-84467-239-4. （原始内容存档于2021-07-02）.
- Macqueen, Adam. . Transworld Publishers Limited. 2005. ISBN 978-0-552-15087-3.
- Nicolson, Nigel. . Weidenfeld and Nicolson. 1960.
- Mawson, Thomas Hayton. . 1911.
- Smith, Malcolm David. . Wyre Publishing Company. 1998. ISBN 978-0-9526187-3-7.

## 外部連結
- Hansard 1803–2005: William Lever在國會中的貢獻
- 英國國家肖像館中的威廉·海斯科斯·利華肖像
- Lever's Hampstead house and its garden (Hill Garden) are described in
  - Inverforth House, Hamstead Heath, London
  - Ronald Fisher (whose family lived in the house before Lever) （页面存档备份，存于）
  - Lord Leverhulme's vision of Leverburgh
  - Salespeople's Charity, formerly known as The Commercial Travellers' Benevolent Institution[永久] – a charity that Lord Leverhulme named in his will.
  - Port Sunlight

| 大不列颠及北爱尔兰联合王国国会 | 大不列颠及北爱尔兰联合王国国会 | 大不列颠及北爱尔兰联合王国国会 |
| ------------------------------ | ------------------------------ | ------------------------------ |
| 前任者： 約瑟夫·霍爾特         | 國會議員（威勒爾） 1906–1910   | 繼任者： 葛頌·斯圖爾特         |
| 聯合王國貴族爵位               |                                |                                |
| 新建立                         | 利華休姆子爵 1922–1925         | 繼任者： 威廉·休姆·利華        |
| 新建立                         | 利華休姆男爵 1917–1925         | 繼任者： 威廉·休姆·利華        |
| 聯合王國從男爵爵位             |                                |                                |
| 新建立                         | 男爵 (桑頓莊園) 1911–1925      | 繼任者： 威廉·休姆·利華        |